# ویزیچ
ویزیچ (به لاتین: Vizić) یک منطقهٔ مسکونی در کرواسی است که در Bačka Palanka Municipality واقع شده‌است. ویزیچ ۳۴۹ نفر جمعیت دارد.